# Gramática del hebreo moderno
La gramática del hebreo moderno es en parte analítica, y expresa formas como dativo, ablativo y acusativo utilizando partículas preposicionales en lugar de casos morfológicos.
Por otro lado, la gramática hebrea moderna también es sintética fusional: la inflexión juega un papel en la formación de verbos y sustantivos (usando morfemas discontinuos no concatenativos realizados por Infijación de vocales) y la declinación de preposiciones (es decir, con sufijos pronominales).

## Representación de ejemplos en hebreo
Los ejemplos de hebreo aquí se representan utilizando el Alfabeto Fonético Internacional (AFI), así como la escritura nativa. Aunque la mayoría de los hablantes contraen los fonemas /ħ, ʕ/ en /χ, ʔ/, la distinción se mantiene mediante un número limitado de hablantes y, por lo tanto, se indicará aquí para una cobertura máxima. En las transcripciones, /r/ se usa para el rótico, que en la fonología hebrea moderna es más comúnmente una fricativa uvular sonora [ʁ].
El hebreo se escribe de derecha a izquierda.

## Sintaxis
Cada oración hebrea debe contener al menos un sujeto, al menos un predicado, generalmente, pero no siempre, un verbo, y posiblemente otros argumentos y complementos.
El orden de las palabras en el hebreo moderno es algo similar al del inglés: a diferencia del hebreo bíblico, donde el orden de las palabras es Verbo-Sujeto-Objeto, el orden habitual de las palabras en el hebreo moderno es Sujeto-Verbo-Objeto. Por tanto, si no se marca el caso, se puede recurrir al orden de las palabras. El hebreo moderno se caracteriza por una asimetría entre Objetos definidos y Objetos indefinidos. Hay un marcador acusativo, et (את), solo antes de un Objeto definido (principalmente un sustantivo definido o un nombre personal). Et-ha está experimentando actualmente fusión y reducción para convertirse en ta. Considérese ten li et ha-séfer  «dar [2ª persona singular masculino imperativo] a-mí ACUSATIVO el libro» (es decir, «Dame el libro»), donde et, aunque sintácticamente un marcador de caso, es una preposición y ha es un artículo definido. Esta oración se articula fonéticamente como ten li ta-séfer.

### Oraciones con verbos finitos
En las oraciones donde el predicado es un verbo, el orden de las palabras suele ser sujeto-verbo-objeto (SVO), como en inglés. Sin embargo, el orden de las palabras puede cambiar en los siguientes casos:
- Por lo general, un objeto se puede convertir en temas moviéndolo al principio de la oración. Cuando el objeto es una palabra interrogativa, esta actualización es casi obligatoria. Ejemplo: ?לְמִי אָמַר /leˈmi ʔaˈmar?/, literalmente «¿A-quién -le-dijo?», Significa «¿A quién le dijo?» En otros casos, esta tematización se puede utilizar para enfatizar.
- El hebreo es un idioma pro-drop. Esto significa que los pronombres de sujeto a veces se omiten cuando las conjugaciones de verbos reflejan género, número y persona.
- Los sujetos indefinidos a menudo se posponen, dando a la oración algo del sentido de «existe [sujeto]» además del significado normal del verbo. Por ejemplo, פָּנָה אֵלַי אֵיזֶשֶׁהוּ אָדָם שִׁבִּקֵּשׁ שֶׁאֶעֱזֹר לוֹ עִם מַשֶּׁהוּ /paˈna ʔeˈlaj ˈʔezeʃehu ʔaˈdam, ʃe-biˈkeʃ ʃe-ʔe.ʕeˈzor lo ʕim ˈmaʃehu/ literalmente «se volvió hacia mí un hombre que-preguntó que-[yo]-ayudaré a-él con algo», significa «Un hombre vino a mí queriendo que lo ayudara con algo». Fuera del tiempo presente, la mera existencia se expresa utilizando el verbo estar con un sujeto indefinido pospuesto. Ejemplo: הָיְתָה סִבָּה שֶׁבִּקַּשְׁתִּי /hajˈta siˈba ʃe-biˈkaʃti/, literalmente «Fue razón que-[yo]-pregunté», significa «Hubo una razón por la que pregunté».
- Los temas definidos pueden posponerse por varias razones.
  - En algunos casos, un tema pospuesto se puede utilizar para sonar formal o arcaico. Esto se debe a que, históricamente, el hebreo era típicamente verbo-sujeto-objeto (VSO). La Biblia y otros textos religiosos están escritos predominantemente en dicho orden de palabras.
  - A veces, posponer un tema puede darle énfasis. Una respuesta a הַתְחֵל /hatˈħel!/ («empieza») podría ser הַתְחֵל אַתָּה /hatˈħel aˈta!/ /hatˈħel aˈta!/ («¡Empiezas tú!»).
  - Un tema puede omitirse inicialmente y luego agregarse más tarde como una ocurrencia tardía, como נַעֲשֶׂה אֶת זֶה בְּיַחַד אַתָּה וַאֲנִי /naʕaˈse ʔet ˈze beˈjaħad, aˈta vaʔanˈi/, literalmente «[Nosotros] lo haremos juntos, tú y-yo», significa  «Lo haremos juntos, tú y yo».

Generalmente, el hebreo marca cada sustantivo en una oración con algún tipo de preposición, con la excepción de sujetos y objetos directos semánticamente indefinidos.Los objetos indirectos requieren preposiciones (en hebreo «הוּא נָתַן לִי אֶת הַכַּדּוּר», /hu Natan li ʔet ha-Kadur/, literalmente «él dio a-mí [marcador de objeto directo] la-bola») y los objetos directos semánticamente definidos se introducen con la preposición את /et/.

### Oraciones nominales
El hebreo también produce oraciones donde el predicado no es un verbo finito. Una oración de este tipo se llama משפט שמני /miʃˈpat ʃemaˈni/, una oración nominal. Estas oraciones contienen un sujeto, un predicado no verbal y una cópula opcional. Los tipos de cópulas incluyen:
1. El verbo הָיָה /haˈja/ ( ser ) :

Si bien el verbo ser tiene formas de tiempo presente, se usan solo en circunstancias excepcionales. En su lugar, se utilizan las siguientes estructuras:
1. Mientras que los tiempos pasados y futuros siguen la estructura [sujeto a veces opcional]-[forma de ser]-[complemento sustantivo], el tiempo presente sigue [sujeto opcional]-[pronombre de sujeto]-[complemento de sustantivo].
  1. אַבָּא שֶׁלִּי הָיָה שׁוֹטֵר בִּצְעִירוּתוֹ. /ˈʔaba ʃeˈli haˈja ʃoˈter bi-t͡sʕiruˈto/ (mi padre era policía cuando era joven.)
  2. הַבֵּן שֶׁלּוֹ הוּא אַבָּא שֶׁלָּהּ. /ha-ˈben ʃeˈlo hu ˈʔaba ʃeˈlah/ (literalmente «el-hijo-de-él él el-padre-de-ella», su hijo es su padre.)
  3. יוֹסִי יִהְיֶה כִימָאִי. /ˈjosi jihˈje χimaˈʔi/ (Yossi será químico)

Mientras que לֹא /lo/ ('no') precede a la cópula en los tiempos pasado y futuro, sigue a la cópula (un pronombre del sujeto) en el tiempo presente.
1. Donde los tiempos pasados y futuros se estructuran como [sujeto opcional]-[forma de ser]-[complemento de adjetivo], el tiempo presente es simplemente [sujeto]-[complemento adjetivo]. Por ejemplo, הַדֶּלֶת סְגוּרָה /ha-ˈdelet sɡuˈra/, literalmente «la puerta cerrada», significa «la puerta está cerrada». Dicho esto, a veces se usan pronombres de sujeto adicionales, como con los complementos de sustantivos, especialmente con sujetos complicados. Ejemplo: זֶה מוּזָר שֶׁהוּא אָמַר כָּךְ /ze muˈzar ʃe-hu ʔaˈmar kaχ/, literalmente «eso extraño que-él dijo así», significa «que dijese eso es extraño», es decir, «es extraño que haya dicho eso».

1. Los verbos הָפַךְ /haˈfaχ/, נֶהֱפַךְ /neheˈfaχ/ y נִהְיָה /nihˈja/ (llegar a ser, volverse):

Cuando la oración implica progresión o cambio, dichos verbos se utilizan y se consideran cópulas entre el sujeto nominal y el predicado no verbal. Por ejemplo:
1. הַכֶּלֶב נִהְיָה עַצְבָּנִי יוֹתֵר מֵרֶגַע לְרֶגַע haˈkelev nihˈja ʕat͡sbaˈni joˈter me-ˈregaʕ le-ˈregaʕ/ (El perro se enfadaba más con cada momento que pasaba)
2. הֶחָבֵר שֶׁלִּי נֶהֱפַךְ לְמִפְלֶצֶת! /he-ħaˈver ʃeˈli neheˈfaχ le-mifˈlet͡set!/ (¡Mi amigo se ha vuelto en un monstruo!)

1. Posesión/ existencia: יש / אין /jeʃ/en/ :

La posesión en hebreo se construye indefinidamente. No existe una traducción hebrea del verbo 'tener', común en muchos idiomas indoeuropeos para expresar posesión y para servir como verbo auxiliar. Para expresar la oración «Tengo un perro» en hebreo es יֵשׁ לִי כֶּלֶב, /jeːʃ ˈliː ˈkelev/, que significa literalmente «existe a mí un perro». La palabra יֵשׁ /jeʃ/ expresa existencia en tiempo presente, y es única en el idioma hebreo como una forma similar a un verbo sin ninguna cualidad de inflexión. La desposesión en tiempo presente en hebreo se expresa con la antítesis de יש, que es אֵין /en/ –אֵין לִי כֶּלֶב /en li ˈkelev/ significa «No tengo un perro». La posesión en el pasado y el futuro en hebreo también se expresa de manera impersonal, pero usa formas conjugadas de la cópula hebrea, לִהְיוֹת [lihyot]. Por ejemplo, la misma oración «No tengo un perro» en tiempo pasado se convertiría en לֹא הָיָה לִי כֶּלֶב /lo haja li kelev/, que literalmente significa «no había un perro para mí».

### Tipos de oraciones
Las oraciones generalmente se dividen en tres tipos:

#### Oración simple
Es una oración que contiene un sujeto, un verbo y objetos opcionales. Como su nombre indica, es el tipo de oración más simple.

#### Oraciones compuestas
Dos o más oraciones que no comparten partes comunes y pueden estar separadas por comas se llaman מִשְפָּט מְחֻבָּר / miʃˈpat meħuˈbar/, una oración compuesta. En muchos casos, la segunda oración usa un pronombre que representa el sujeto del otro; generalmente están interconectados. Las dos oraciones están vinculadas con una conjunción coordinadora (מִלַּת חִבּוּר /miˈlat ħiˈbur/).
- לֹא אָכַלְתִּי כָּל הַיּוֹם, וְלָכֵן בְּסוֹף הַיּוֹם הָיִיתִי מוּתָשׁ. /lo ʔaˈχalti kol ha-ˈjom, ve-laˈχen be-ˈsof ha-ˈjom haˈjiti muˈtaʃ/ (No he comido en todo el día, por lo tanto, al final del día estaba exhausto.)

Ambas partes de la oración pueden estar separadas por un punto y ser independientes como oraciones gramaticalmente correctas, lo que hace que la oración sea una oración compuesta (y no una oración compleja):
לֹא אָכַלְתִּי כָּל הַיּוֹם. בְּסוֹף הַיּוֹם הָיִיתִי מוּתָשׁ. /lo ʔaˈχalti kol ha-ˈjom. be-ˈsof ha-ˈjom haˈjiti muˈtaʃ./ /lo ʔaˈχalti kol ha-ˈjom. be-ˈsof ha-ˈjom haˈjiti muˈtaʃ./ (No he comido en todo el día. Al final del día estaba exhausto.)

#### Oraciones complejas
El hebreo permite que las cláusulas, פְּסוּקִיּוֹת /psukiˈjot/ (sing. פְּסוּקִית /psuˈkit/), sirvan como partes de una oración. Una oración que contiene una cláusula subordinada se llama משפט מרכב /miʃˈpat murˈkav/, o una oración compleja. Las cláusulas subordinadas casi siempre comienzan con la conjunción subordinada -ש /ʃe-/ (normalmente 'que'), que se adjunta como prefijo a la palabra que la sigue. Por ejemplo, en la oración יוֹסִי אוֹמֵר שֶׁהוּא אוֹכֵל /ˈjosi ʔoˈmer ʃe-ˈhu ʔoˈχel/ (Yossi dice que está comiendo), la cláusula subordinada שֶׁהוּא אוֹכֵל /ʃe-ˈhu ʔoˈχel/ (que está comiendo) sirve de objeto directo del verbo אוֹמֵר /ʔoˈmer/ (dice). El hebreo no tiene un gran número de conjunciones subordinadas; más bien, las cláusulas subordinadas casi siempre actúan como sustantivos y pueden ser introducidas por preposiciones para que sirvan como adverbios. Por ejemplo, Como dije, no hay nada que podamos hacer en hebreo es כְּפִי שֶׁאָמַרְתִּי, אֵין מָה לַעֲשׂוֹת /kfi ʃe-ʔaˈmarti, ʔen ma laʕaˈsot/ (literalmente Como que-yo-dije, no-hay qué hacer).
Dicho esto, las cláusulas relativas, que actúan como adjetivos, también se forman usando -ֶׁש /ʃe-/. Por ejemplo, Yossi ve el hombre quien come manzanas está en hebreo יוֹסִי רוֹאֶה אֶת הָאִישׁ שֶׁאוֹכֵל תַּפּוּחִים /ˈjosi roˈʔe ʔet ha-ˈʔiʃ ʃe-ʔoˈχel tapuˈħim/ (literalmente Yossi ve [et] el hombre que-come manzanas). En este uso, ש /ʃe-/ a veces actúa como un relativizador más que como un pronombre relativo; es decir, a veces el pronombre permanece detrás en la cláusula: הִיא מַכִּירָה אֶת הָאִישׁ שֶׁדִּבַּרְתִּי עָלָיו /hi makiˈra ʔet ha-ˈʔiʃ ʃe-diˈbarti ʕaˈlav/, que se traduce como Ella conoce al hombre del que hablé, literalmente significa que Ella conoce [et] el-hombre que-yo-hablé sobre él. Esto se debe a que en hebreo, una preposición (en este caso, על /ʕal/) no puede aparecer sin su objeto, por lo que él יו-(/-av/) no se puede eliminar. Sin embargo, algunas oraciones, como el ejemplo anterior, se pueden escribir tanto con relativizadores como con pronombres relativos. La oración también se puede reorganizar en הִיא מַכִּירָה אֶת הָאִישׁ עָלָיו דִבַּרְתִּי /hi makiˈra ʔet ha-ˈʔiʃ ʕaˈlav diˈbarti/, literalmente Ella sabe [et] el-hombre sobre él que hablé. En ese ejemplo, la preposición y su objeto עָלָיו /ʕaˈlav/ también actúan como un pronombre relativo, sin el uso de -ֶׁש /ʃe-/.

#### Oraciones impersonales
Una oración puede carecer de un sujeto determinado; entonces se denomina מִשְפָּט סְתָמִי /miʃˈpat staˈmi/, una oración indefinida o impersonal. Se utilizan para poner énfasis en la acción y no en el agente de la acción. Por lo general, el verbo está en la forma de la tercera persona del plural.
- עָשׂוּ שִׁפּוּץ בַּבִּנְיָן שֶׁלִּי /ʕaˈsu ʃipˈut͡s ba-binˈjan ʃeˈli/ (literalmente: hicieron una renovación en el edificio mío; o sea mi edificio fue renovado)

#### Sentencias colectivas
Cuando una oración contiene varias partes de la misma función gramatical y se relacionan con la misma parte de la oración, se denominan partes colectivas. Por lo general, se separan con la preposición וְ- /ve-/ ('y'), y si hay más de dos, se separan con comas mientras que el último par con la preposición, como en el español. Las partes colectivas pueden tener cualquier función gramatical en la oración, por ejemplo:
1. Sujeto: אָדָם, אַיָּה וַ אֲנִי אָכַלְנוּ יַחַד בְּמִסְעָדָה. /ʔaˈdam, ʔaˈja va-ʔani ʔaˈχalnu ˈjaħad be-misʕaˈda./ (Adán, Aya y yo comimos juntos en un restaurante.)
2. Predicado: מִיכַל אָכְלָה וְ שָׁתְתָה הַרְבֵּה אֶתְמוֹל. /miˈχal ʔaχˈla ve-ʃateˈta harˈbe ʔetˈmol/ (Micael comió y bebió mucho ayer.)
3. Objeto directo: בִּשַּׁלְתִּי אֶת הַגֶּזֶר, אֶת הַבָּטָטָה וְ אֶת תַּפּוּחַ הָאֲדָמָה שֶׁקְּנִיתֶם שָׁבוּעַ שֶׁעָבַר לַאֲרוּחַת הָעֶרֶב הַיּוֹם. /biˈʃalti ʔet ha-ˈgezer, ʔet ha-baˈtata ve-ʔet taˈpu.aħ ha-ʔadaˈma ʃe-kniˈtem ʃaˈvu.aʕ ʃe-ʕaˈvar la-ʔaruˈħat ha-ˈʕerev ha'jom./ (Cociné las zanahorias, las batatas y las patatas que compraste la semana pasada para la cena de hoy.)
4. Objeto indirecto: הַמּוֹרָה תִּתֵּן לְתֹמֶר וְלִי אִשּׁוּר. /ha-moˈra tiˈten le-toˈmer ve-li ʔiˈʃur/ (El profesor nos dará permiso a Tomer y a mí.)

Cuando una parte colectiva va precedida de una preposición, la preposición debe copiarse en todas las partes del colectivo.

## Verbos
El verbo en hebreo (פועל /ˈpoʕal/) cumple esencialmente las mismas funciones que el verbo en las lenguas romances, pero está construido de manera muy diferente. Los verbos hebreos tienen una estructura mucho más interna. Cada verbo hebreo se forma echando una raíz de tres o cuatro consonantes (שֹׁרֶשׁ /ˈʃoreʃ/) en una de las siete raíces derivadas llamadas /binjaˈnim/ (בִּנְיָנִים, que significa edificios o construcciones; el singular es בִּנְיָן /binˈjan/, escrito en adelante como binyan). La mayoría de las raíces se pueden formar en más de un binyan, lo que significa que se puede formar más de un verbo a partir de una raíz típica. Cuando este es el caso, los diferentes verbos suelen tener un significado relacionado, y por lo general difieren en la voz, la diátesis, la intensidad semántica, el aspecto o una combinación de estas características. El 'concepto' del significado del verbo hebreo se define por la identidad de la raíz triliteral. El 'concepto' del verbo hebreo asume un significado verbal al adoptar la estructura de las vocales según lo dictan las reglas del binyan.

### Conjugación
Cada binyan tiene un cierto patrón de conjugación y los verbos en el mismo binyan se conjugan de manera similar. Los patrones de conjugación dentro de un binyan se alteran algo dependiendo de ciertas cualidades fonológicas de la raíz del verbo; las alteraciones (llamadas גִּזְרָה [ɡizra], 'forma') se definen por la presencia de ciertas letras que componen la raíz. Por ejemplo, las raíces de tres letras (triliterales) cuya segunda letra es ו /vav/ o י /jud/ son las llamadas raíces huecas o débiles, perdiendo su segunda letra en binyan הִפְעִיל /hifˈʕil/, en הֻפְעַל /hufˈʕal/, y en gran parte de פָּעַל /paʕal/. La característica de estar conjugado de manera diferente porque la segunda letra raíz es ו o י es un ejemplo de gizra. Estos verbos no son verbos estrictamente irregulares, porque todos los verbos hebreos que poseen la misma característica del gizra se conjugan de acuerdo con el conjunto particular de reglas de éste.
Cada verbo tiene un tiempo pasado, un tiempo presente y un tiempo futuro, con el tiempo presente duplicado como un participio presente. También existen otras formas para ciertos verbos: los verbos en cinco de los binyanim tienen un modo imperativo y un infinitivo, los verbos en cuatro de los binyanim tienen gerundios y los verbos en uno de los binyanim tienen un participio pasado. Finalmente, un número muy pequeño de expresiones fijas incluyen verbos en modo subjuntivo, que es esencialmente una extensión del imperativo a la tercera persona. A excepción del infinitivo y el gerundio, estas formas se conjugan para reflejar el número (singular o plural), persona (primera, segunda o tercera) y género (masculino o femenino) de su sujeto, según la forma. El hebreo moderno también tiene un modo analítico condicional-pasado habitual expresado con el auxiliar haya.
En listados como diccionarios, los verbos hebreos se ordenan por su forma de tiempo pasado singular masculino en tercera persona. Esto difiere de los verbos en inglés, que se identifican por sus infinitivos (no obstante, el término hebreo para infinitivo es shem poʕal, que significa nombre del verbo). Además, cada uno de los siete binyanim se identifica por la forma del tiempo pasado singular masculino en tercera persona de la raíz פ-ע-ל ( P-ʕ-L, que significa hacer, acción, etc.) lanzada en ese binyan: פָּעַל /ˈpaʕal/, נִפְעַל /nifˈʕal/, פִּעֵל /piˈʕel/, פֻּעַל /puˈʕal/, הִפְעִיל /hifˈʕil/, הֻפְעַל /hufˈʕal/ y הִתְפַּעֵל /hitpaˈʕel/.

### Binyan פָּעַל /paʕal/
Binyan paʕal, también llamado binyan קַל o /qal/ (ligero), es el binyan más común. Los verbos paʕal están en voz activa y pueden ser transitivos o intransitivos. Esto significa que pueden o no tomar objetos directos. Los verbos paʕal nunca se forman a partir de raíces de cuatro letras.
Es el único binyan en el que una raíz determinada puede tener un participio activo y pasivo. Por ejemplo, רָצוּי /raˈt͡suj/ (deseable) es el participio pasivo de רָצָה /raˈt͡sa/ (querer).
Tiene el número más diverso de gzarot (pl. De gizra), y el pequeño número de verbos hebreos que son estrictamente irregulares (alrededor de seis a diez) generalmente se considera parte del pa'al binyan, ya que tienen algunos características de conjugación similares a paʕal.

### Binyanנִפְעַל/nifˈʕal/
Los verbos en binyan nifal son siempre intransitivos, pero más allá de eso hay poca restricción en su rango de significados.
El nifal es la contraparte de voz pasiva de pa'al. En principio, cualquier verbo transitivo pa'al puede volverse pasivo tomando su raíz y convirtiéndola en nifal. Sin embargo, esto no es el uso principal del nifʕal, como que la voz pasiva es bastante rara en hebreo moderno ordinario.
Más comúnmente, es la contraparte de voz reflexiva o media del pa'al. Los verbos ergativos a menudo se traducen al hebreo como un par de pa'al-nifal. Por ejemplo,  él rompió el plato corresponde al hebreo הוּא שָׁבַר אֶת הַצַּלַּחַת /hu ʃaˈvar et ha-t͡saˈlaħat/, usando pa'al; pero el plato se rompió corresponde a הַצַּלַּחַת נִשְׁבְּרָה /ha-t͡saˈlaħat niʃˈbera/, usando nifal. La diferencia es que en el primer caso, hay un agente haciendo la ruptura (activo), mientras que en el segundo caso, el agente es ignorado (aunque se actúa sobre el objeto; pasivo). Otros ejemplos de este tipo incluyen פָּתַח /paˈtaħ/, נִפְתַּח /nifˈtaħ/ (abrir, transitivo/intransitivo) y גָּמַר /ɡaˈmar/ נִגְמַר /niɡˈmar/ (terminar, transitivo/intransitivo).
También pueden existir otras relaciones entre un verbo paa'al y su contraparte nifa'al. Un ejemplo es זָכַר /zaˈχar/ y נִזְכַּר /nizˈkar/: ambos significan recordar, pero el último implica que uno había olvidado previamente, más bien como el inglés recordar repentinamente. Otro es פָּגַשׁ /paˈɡaʃ/ y נִפְגַּשׁ /nifˈɡaʃ/: ambos significan encontrarse, pero el último implica un encuentro intencional, mientras que el primero a menudo significa un encuentro accidental.
Finalmente, a veces un verbo nifal no tiene contraparte pa'al, o al menos es mucho más común que su contraparte pa'al; נִדְבַּק /nidˈbaq/ (pegarse [algo], intransitivo) es un verbo bastante común, pero דָּבַק /daˈvak/ (aferrarse) es casi inexistente en comparación. De hecho, la contraparte transitiva de נִדְבַּק /nidˈbak/ es הִדְבִּיק /hidˈbik/ del binyan hifʕil; véase más abajo.
Como los verbos pa'al, los verbos nifal nunca se forman a partir de raíces de cuatro letras.
Los verbos nifal, a diferencia de los otros binyanim pasivos (pua'al y hufa'al, descritos a continuación), tienen gerundios, infinitivos e imperativos.

### Binyanפִּעֵל/piˈʕel/
Binyan pi'el, como binyan pa'al, consta de verbos transitivos e intransitivos en la voz activa, aunque quizás haya una mayor tendencia a que los verbos piʕel sean transitivos.
La mayoría de las raíces con un verbo pa'al no tienen un verbo piʕel, y viceversa, pero aun así, hay muchas raíces que tienen ambos. A veces, el verbo pi'el es una versión más intensa del verbo paʕal; por ejemplo, קִפֵּץ /kiˈpet͡s/ (brincar) es una versión más intensa de קָפַץ /kaˈfat͡s/ (saltar), y שִׁבֵּר /ʃiˈber/ (aplastar, destrozar, transitivo) es una versión más intensa de שָׁבַר /ʃaˈvar/ (romper, transitivo). En otros casos, un verbo piʕel actúa como contraparte causativa del verbo pa'al con la misma raíz; por ejemplo, לִמֵּד /liˈmed/ ('enseñar') es esencialmente la causa de לָמַד /laˈmad/ ('aprender'). Y en otros casos, la naturaleza de la relación es menos obvia; por ejemplo, סִפֵּר /siˈper/ significa contar/narrar o cortar el pelo, mientras que סָפַר /saˈfar/ significa contar, y פִּתֵּחַ /piˈte.aħ/ significa desarrollar (verbo transitivo), mientras que פָּתַח /paˈtaħ/ significa abrir (verbo transitivo).

### Binyanפֻּעַל/puˈʕal/
Es la contraparte de voz pasiva de binyan piʕel. A diferencia de binyan nifʕal, se usa solo para la voz pasiva. Por lo tanto, no se usa con mucha frecuencia en el habla ordinaria, excepto que los participios presentes de varios verbos puʕal se usan como adjetivos ordinarios: מְבֻלְבָּל /mevulˈbal/ significa mezclado (de בֻּלְבַּל /bulˈbal/, el pasivo de בִּלְבֵּל /bilˈbel/, confundir), מְעֻנְיָן /meunˈjan/ significa interesado, מְפֻרְסָם /mefurˈsam/ significa famoso (de פֻּרְסַם /purˈsam/, el pasivo de פִּרְסֵם /pirˈsem/, publicitar), y así sucesivamente. De hecho, lo mismo ocurre con muchos verbos piʕel, incluidas las contrapartes piʕel de dos de los ejemplos anteriores: מְבַלְבֵּל /mevalˈbel/, confuso, y מְעַנְיֵן /meʕanˈjen/, interesante. La diferencia es que los verbos piʕel también se usan con frecuencia como verbos, mientras que puʕal es mucho menos común.
Los verbos puʕal no tienen gerundios, imperativos ni infinitivos.

### Binyanהִפְעִיל/hifˈʕil/
Binyan hifʕil es otro binyan activo. Los verbos hifʕil son a menudo contrapartes causativas de verbos en otros binyanim; los ejemplos incluyen הִכְתִּיב /hiχˈtiv/ (dictar; el causativo de כָּתַב /kaˈtav/, escribir), הִדְלִיק /hidˈlik/ (encender [una luz], transitivo); el causativo de נִדְלַק /nidˈlak/, ([para una luz] encender, intransitivo) y הִרְשִׁים /hirˈʃim/ (impresionar; el causativo de התרשם /hitraˈʃem/, ser impresionado). Sin embargo, no todos son causativos de otros verbos; por ejemplo, הִבְטִיחַ /hivˈtiaħ/ (prometer).

### Binyanהֻפְעַל/hufˈʕal/
Binyan huf'al es muy parecido a binyan pu'al, excepto que corresponde a hif'il en lugar de pi'el. Como pu'al, no se usa comúnmente en el habla ordinaria, excepto en los participios presentes que se han convertido en adjetivos, como מֻכָּר /muˈkar/ (familiar, de הֻכַּר /huˈkar/, el pasivo de הִכִּיר /hiˈkir/, conocer [una persona]) y מֻגְזָם /muɡˈzam/ (excesivo, de /huɡˈzam/, el pasivo de הִגְזִים /hiɡˈzim/, exagerar). Como los verbos puʕal, los verbos hufʕal no tienen gerundios, imperativos o infinitivos.

### Binyanהִתְפַּעֵל/hitpaˈʕel/
Binyan hitpa'el se parece bastante a binyan nif'al, en el sentido de que todos los verbos hitpa'el son intransitivos y la mayoría tiene un sentido reflexivo. De hecho, muchos verbos hitpa'el son contrapartes reflexivas de otros verbos con la misma raíz; por ejemplo, הִתְרַחֵץ /hitraˈħet͡s/ (lavarse [uno mismo]) es el reflexivo de רָחַץ /raˈħat͡s/ (lavar, transitivo), y הִתְגַּלֵּחַ /hitɡaˈleaħ/ (afeitarse, intransitivo) es el reflexivo de גִּלֵּחַ /ɡiˈleaħ/ (afeitarse, transitivo). Algunos verbos hitpael son una combinación de causativo y reflexivo; por ejemplo, הִסְתַּפֵּר /histaˈper/ (cortarse el pelo) es el reflejo causativo de סִפֵּר /siˈper/ (cortar [cabello]), y הִצְטַלֵּם /hit͡staˈlem/ (tomarse una foto) es el reflejo causativo de צִלֵּם /t͡siˈlem/ (tomar una foto [de alguien o algo]).
Los verbos hitpa'el también pueden ser recíprocos; por ejemplo, הִתְכַּתֵּב /hitkaˈtev/ (escribirse entre sí, es decir, corresponderse) es el recíproco de כָּתַב /kaˈtav/ (escribir).
En todos los usos anteriores, el verbo hitpa'el contrasta con un verbo pu'al o huf'al de dos maneras: en primer lugar, el sujeto del verbo hitpa'el generalmente está realizando la acción, o al menos es cómplice de ella, mientras que el sujeto del verbo pu'al o huf'al generalmente no lo es; y en segundo lugar, los verbos pu'al y huf'al a menudo transmiten una sensación de plenitud, que los verbos hitpa'el generalmente no lo hacen. Entonces, mientras que la oración אֲנִי מְצֻלָּם /aˈni met͡suˈlam/ (estoy fotografiado, usando pu'al) significa algo así como existe una foto mía, lo que implica que la foto ya existe, y no especifica si el hablante hizo que se tomara la foto, la oración אֲנִי מִצְטַלֵּם /aˈni mit͡staˈlem/ (estoy fotografiado, usando hitpa'el) significa algo como que me están tomando una foto, lo que implica que la imagen aún no existe y que el hablante está causando que se tome la imagen.
En otros casos, los verbos hitpa'el son verbos intransitivos ordinarios; por ejemplo, התנהג /hitnaˈheɡ/ (comportarse), estructuralmente es el recíproco de נהג /naˈhaɡ/ (actuar), como en נְהַג בְּחָכְמָה /neˈhag be-ħoχˈma/ (actuar sabiamente). Sin embargo, se usa escasamente, solo en dichos como tales, y el significado más común de nahaɡ es conducir; para ese significado, הִתְנַהֵג /hitnaˈheɡ/ no es una forma recíproca, sino un verbo separado en efecto. Por ejemplo: al hablar de un coche que se conduce a sí mismo, se diría מְכוֹנִית שֶׁנּוֹהֶגֶת אֶת עַצְמָהּ /meχoˈnit ʃe-noˈheɡet ʔet ʕat͡sˈmah/ (un coche que se conduce a sí mismo, utilizando unidades nahag), no מְכוֹנִית שֶׁמִּתְנַהֶגֶת /meχoˈnit ʃe-mitnaˈheɡet/ (un coche que se comporta, usando hitnaheg).

## Sustantivos
El sustantivo hebreo (שֵׁם עֶצֶם /ʃem ʕet͡sem/) se declina para número y estado, pero no para caso y, por lo tanto, la estructura nominal hebrea normalmente no se considera estrictamente declinación. Los sustantivos generalmente están relacionados con los verbos (por raíces compartidas), pero su formación no es tan sistemática, a menudo debido a préstamos de idiomas extranjeros. Los sustantivos hebreos también se declinan para definirlos mediante la aplicación del prefijo ַה (ha) antes del sustantivo dado, que corresponde a el, la, y los, las.

### Género: masculino y femenino
Cada sustantivo en hebreo tiene un género, ya sea masculino o femenino (o ambos); por ejemplo, סֵפֶר /ˈsefer/ ('libro') es masculino, דֶּלֶת /ˈdelet/ ('puerta') es femenino y סַכִּין /saˈkin/ ('cuchillo') es ambos. No existe un sistema estricto de género formal, pero existe una tendencia a que los sustantivos que terminan en ת (/-t/) o ה (generalmente /-a/) sean femeninos y que los sustantivos que terminan en otras letras sean masculinos. Existe una tendencia muy fuerte hacia el género natural para los sustantivos que se refieren a personas y algunos animales. Estos sustantivos generalmente vienen en pares, uno masculino y otro femenino; por ejemplo, אִישׁ /iʃ/ significa hombre y אִשָּׁה /iˈʃa/ significa mujer. Cuando se habla de grupos mixtos, se usa el plural del sustantivo masculino.

### Número: singular, plural y dual
Los sustantivos hebreos se declinan por número gramatical; los sustantivos contables tienen una forma singular para referirse a un objeto y una forma plural para referirse a más de uno. Algunos sustantivos contables también tienen formas duales separadas, para referirse a dos objetos.
Los sustantivos masculinos generalmente forman su plural agregando el sufijo ים /-im/ :
- מַחְשֵׁב /maħˈʃev/ ('ordenador') → מַחְשְׁבִים /maħʃeˈvim/ ('ordenadores')

La adición de la sílaba extra generalmente hace que la vocal en la primera sílaba se acorte si es kamatz:
- דָּבָר /davar/ ('cosa') → דְּבָרִים /dvaˈrim/ ('cosas'

Muchos sustantivos masculinos comunes de dos sílabas acentuados en la penúltima sílaba (a menudo llamados segolados, porque muchos (pero no todos) tienen la vocal /seˈɡol/ (/-e-/) en la última sílaba), experimentan cambios más drásticos de vocal característica en el plural:
- יֶלֶד /ˈjeled/ ('niño') → יְלָדִים /jelaˈdim/ ('niño')
- בֹּקֶר /ˈboker/ ('mañana') → בְּקָרִים /bkaˈrim/ ('mañanas')
- חֶדֶר /ˈħeder/ ('habitación') → חֲדָרִים /ħadaˈrim/ ('habitaciones')

Los sustantivos femeninos que terminan en /-a/ o /-at/ generalmente eliminan esta terminación y agregan /-ot/, generalmente sin cambios de vocales:
- מִטָּה /miˈta/ ('cama') → מִטּוֹת /miˈtot/ ('camas')
- מִסְעָדָה /misʕaˈda/ ('restaurante') → מִסְעָדוֹת /misʕaˈdot/ ('restaurantes')

Los sustantivos que terminan en /-e-et/ también reemplazan esta terminación con /-ot/, con una /-e-/ en la sílaba anterior que generalmente cambia a /-a-/:
- מַחְבֶּרֶת /maħˈberet/ ('cuaderno') → מַחְבָּרוֹת /maħbaˈrot/ ('cuadernos')

Los sustantivos que terminan en /-ut/ e /-it/ reemplazan estas terminaciones con /-ujot/ e /-ijot/, respectivamente:
- חֲנוּת /ħaˈnut/ ('tienda') → חֲנוּיוֹת /ħanuˈjot/ ('tiendas')
- אֶשְׁכּוֹלִית /eʃkoˈlit/ ('pomelo') → אֶשְׁכּוֹלִיּוֹת /eʃkoliˈjot/ ('pomelos')

#### Excepciones plurales
Una gran cantidad de sustantivos masculinos toman la terminación generalmente femenina /-ot/ en plural:
- מָקוֹם /maˈkom/ ('lugar') → מְקוֹמוֹת /mekoˈmot/
- חַלּוֹן /ħalon/ ('ventana') → חַלּוֹנוֹת /ħaloˈnot/

Un pequeño número de sustantivos femeninos toman la terminación generalmente masculina /-im/:
- מִלָּה /mila/ ('palabra') → מִלִּים /miˈlim/
- שָׁנָה /ʃana/ ('año') → שָׁנִים /ʃaˈnim/

Muchos plurales son completamente irregulares:
- עִיר /ir/ ('ciudad') → עָרִים /ʕaˈrim/
- עִפָּרוֹן /iparon/ ('lápiz') → עֶפְרוֹנוֹת /ʕefroˈnot/
- אִישׁ /ish/ ('hombre'; raíz ʔ-I-) → אֲנָשִׁים /ʔanaˈʃim/ ('hombres, gente'; raíz ʔ-n-ʃ)

Algunas formas, como אָחוֹת ← אֲחָיוֹת ('hermana') o חָמוֹת ← חֲמָיוֹת ('suegra') reflejan los plurales rotos históricos del protosemítico, que se han conservado en otras lenguas semíticas (especialmente el árabe).

#### Dual
El hebreo también tiene un número dual, expresado en la terminación /-ajim/, pero incluso en la antigüedad su uso estaba muy restringido. En los tiempos modernos, generalmente se usa en expresiones de tiempo y número, o elementos que son inherentemente duales. Estos sustantivos también tienen plurales, que se utilizan para números superiores a dos, por ejemplo:
| Singular                              | Doble                            | Triple                                        |
| ------------------------------------- | -------------------------------- | --------------------------------------------- |
| פַּעַם אַחַת /ˈpaʕam aˈħat/ (una vez)      | פַּעֲמַיִם /paʕaˈmajim/ (dos veces)   | שָׁלוֹשׁ פְּעָמִים /ʃaˈloʃ peʕaˈmim/ (tres veces)     |
| שָׁבוּעַ אֶחָד /ʃaˈvuaʕ eˈħad/ (una semana) | שְׁבוּעַיִם /ʃvuˈʕajim/ (dos semanas) | שְׁלוֹשָׁה שָׁבוּעוֹת /ʃloˈʃa ʃavuˈʕot/ (tres semanas) |
| מֵאָה /ˈmeʔa/ (cien)                    | מָאתַיִם /maˈtajim/ (doscientos)    | שְׁלוֹשׁ מֵאוֹת /ˈʃloʃ meˈʔot/ (trescientos)        |

El dual también se usa para algunas partes del cuerpo, por ejemplo:
- רֶגֶל /ˈreɡel/ ('pie') → רַגְלַיִם /raɡˈlajim/
- אֹזֶן /ˈʔozen/ ('oreja') → אָזְנַיִם /ʔozˈnajim/
- עַיִן /ˈʕajin/ ('ojo') → עֵינַיִם /ʕe(j)ˈnajim/
- יָד /jad/ ('mano') → יָדַיִם /jaˈdajim/

En este caso, incluso si hay más de dos, el dual todavía se usa, por ejemplo /leˈχelev jeʃ ˈʔarbaʕ raɡˈlajim/ («un perro tiene cuatro patas»).
El dual también se usa para ciertos objetos que son 'inherentemente' duales. Estas palabras no tienen singular, por ejemplo משקפים /miʃkaˈfajim/ ('anteojos') y מספרים /mispaˈrajim/ ('tijeras'). Como en «dos pares de pantalones», el plural de estas palabras usa la palabra זוּג /zuɡ/ ('par'), por ejemplo /ʃne zuˈɡot mispaˈrajim/ («dos pares-de tijeras - DUAL»). Del mismo modo, el dual se puede encontrar en algunos nombres de lugares, como la ciudad גִּבְעָתַיִם /givʕaˈtajim/ (Picos Gemelos, refiriéndose a las dos colinas del paisaje sobre el que está construida la ciudad).

### Constructo sustantivo
En hebreo, un sustantivo puede modificar a otro sustantivo. Esto se logra colocando el modificador inmediatamente después de lo que modifica, en una construcción llamada סְמִיכוּת /smiˈχut/ ('adyacencia'). El sustantivo que se está modificando aparece en su forma constructiva, o status constructus. Para la mayoría de los sustantivos, la forma de construcción se deriva con bastante facilidad de la forma normal (indefinida):
- El singular de un sustantivo masculino normalmente no cambia de forma.
- El plural de un sustantivo masculino típicamente reemplaza el sufijo ים- /-im/ con el sufijo י- /-e/.
- El singular de un sustantivo femenino que termina en ה- /-a/ típicamente reemplaza esa ה con un ת /-at/.
- El plural de un sustantivo femenino normalmente no cambia de forma.

Hay muchas palabras (generalmente antiguas) que tienen cambios en la vocalización en la forma constructiva. Por ejemplo, la forma de construcción de /ˈbajit/ (casa) es /bet/.
Además, el artículo definido nunca se coloca sobre el primer sustantivo (el que está en la forma constructiva).
- בֵּית סֵפֶר /bet ˈsefer/ (literalmente, casa-de libro, es decir, escuela)
- בֵּית הַסֵּפֶר /bet ha-ˈsefer/ (literalmente, casa-de el-libro, es decir, la escuela)
- בָּתֵּי חוֹלִים /baˈte ħoˈlim/ (literalmente, casas-de gente-enferma es decir, hospitales)
- עוּגַת הַשּׁוֹקוֹלָד /ʕuɡat ha-ʃokolad/ (el pastel de chocolate)
- דֹּאַר אֲוִיר /ˈdoʔar ʔaˈvir/ (correo aéreo)
- כֶּלֶב רְחוֹב /ˈkelev reˈħov/ (perro callejero)
- בַּקְבּוּק הֶחָלָב /bakˈbuk he-ħaˈlav/ (la botella de leche)

Sin embargo, esta regla no siempre se cumple en el habla informal o coloquial; uno encuentra, por ejemplo, הָעוֹרֵךְ דִּין /ha-ˈoʁeχ din/ (literalmente el organizador de la ley, es decir, abogado).

### Posesión
La posesión se indica generalmente usando la preposición של /ʃel/, de o perteneciente a:
- הַסֵּפֶר שֶׁלִּי /ha-ˈsefer ʃeˈli/ (literalmente, el libro de mí, es decir, mi libro)
- הַדִּירָה שֶׁלְּךָ /ha-diˈra ʃelˈχa/ (literalmente, el apartamento de usted, es decir, su apartamento, forma masculina única)

En el estilo literario, los sustantivos se declinan para mostrar posesión a través de la declinación del sustantivo; se agrega un sufijo personal a la forma constructiva del sustantivo (discutido anteriormente). Entonces, סִפְרֵי /sifˈre/ (libros de) se puede flexionar para formar סְפָרַי /sfaˈraj/ (mis libros), סְפָרֶיךָ /sfaˈre)χa/ (sus libros, forma masculina singular), סְפָרֵינוּ /sfaˈrenu/ (nuestros libros), y así adelante, mientras que דִּירַת /diˈrat/ (apartamento de) da דִּירָתִי /diraˈti/ (mi apartamento), דִּירַתְךָ /diratˈχa/ (su apartamento; forma masculina singular), דִּירָתֵנוּ /diraˈtenu/ (nuestro apartamento), etc.
Si bien el uso de estas formas se restringe principalmente al habla formal y literaria, se usan regularmente en algunas frases coloquiales, como ?מָה שְׁלוֹמְךָ /ma ʃlomˈχa?/ (Literalmente «¿qué paz de ti?», es decir, «¿cómo estás?», forma masculina singular) o לְדַעֲתִי /ledaʕaˈti/ (en mi opinión, según mi conocimiento).
Además, el posesivo declinado se usa comúnmente para términos de parentesco; por ejemplo, בְּנִי /bni/ (mi hijo), בִּתָּם /biˈtam/ (su hija) y אִשְׁתּוֹ /iʃˈto/ (su esposa) se prefieren a הַבֵּן שֶׁלִּי /ha-ˈben ʃe'li/, הַבַּת שֶׁלָּהֶם /ha-ˈbat ʃelahem/ y הָאִשָּׁה שֶׁלּוֹ /ha-ʔiˈʃa ʃe'lo/. Sin embargo, el uso difiere para diferentes registros y sociolectos: en general, el coloquial utilizará más constructos analíticos en lugar de declinaciones de sustantivos.

### Derivación del sustantivo
De la misma manera que los verbos hebreos se conjugan aplicando varios prefijos, sufijos y combinaciones de vocales internas, los sustantivos hebreos se pueden formar aplicando varios 'metros' (hebreo /miʃkaˈlim/) y sufijos a las mismas raíces. Los gerundios son un ejemplo.
Muchos sustantivos abstractos se derivan de sustantivos, usando el sufijo /-ut/:
- סֵפֶר /ˈsefer/ ('libro') → סִפְרוּת /sifˈrut/ ('literatura')

Además, hay un metro הִתְקַטְּלוּת /hitkat'lut/, que también termina con /-ut/:
- הִתְיַעֵץ /hitjaˈʕet͡s/ ('consultar') → הִתְיַעֲצוּת /hitjaʕaˈt͡sut/ ('consulta')
- הִתְרַגֵּשׁ /hitraˈɡeʃ/ ('emocionarse') → הִתְרַגְּשׁוּת /hitraɡˈʃut/ ('emoción')

El metro קַטְלָן /katˈlan/ aplicado a una raíz, y el /-an/ aplicado a un sustantivo, indican un agente o trabajo:
- שֶׁקֶר /ˈʃeker/ ('mentir') (raíz: ש-ק-ר ʃ-qr) → שַׁקְרָן /ʃak'ran/ ('mentiroso')
- פַּחַד /ˈpaħad/ ('miedo') (raíz: פ-ח-ד p-ħ-d) → פַּחְדָן /paħˈdan/ ('cobarde')
- חָלָב /ħaˈlav/ ('leche') → חַלְבָן /ħalˈvan/ ('lechero')
- סֵדֶר /ˈseder/ ('orden') → סַדְרָן /sadˈran/ ('ujier')

El sufijo /-on/ generalmente denota un diminutivo:
- מִטְבָּח /mitˈbaħ/ ('cocina') → מִטְבָּחוֹן /mitbaˈħon/ ('cocinilla')
- סֵפֶר /ˈsefer/ ('libro') → סִפְרוֹן /sifˈron/ ('libreto')
- מַחְשֵׁב /maħˈʃev/ ('ordenador') → מַחְשְׁבוֹן /maħʃeˈvon/ ('calculadora')

Aunque ocasionalmente este mismo sufijo puede denotar un aumentativo:
- קֶרַח /ˈkeraħ/ ('hielo') → קַרְחוֹן /karˈħon/ ('glaciar')

La repetición de las dos últimas letras de un sustantivo o adjetivo también puede denotar un diminutivo:
- כֶּלֶב /ˈkelev/ ('perro') → כְּלַבְלַב /klavˈlav/ ('cachorro')
- קָצָר /kaˈt͡sar/ ('corto') → קְצַרְצַר /kt͡sarˈt͡sar/ ('cortísimo')

El metro קָטֶּלֶת /kaˈtelet/, comúnmente utilizado para nombrar enfermedades:
- אָדֹם /ʔaˈdom/ ('rojo') → אַדֶּמֶת /ʔaˈdemet/ ('rubéola')
- כֶּלֶב /ˈkelev/ ('perro') → כַּלֶּבֶת /kaˈlevet/ ('rabia')
- צָהֹב /t͡saˈhov/ ('amarillo') → צַהֶבֶת /t͡saˈhevet/ ('ictericia, hepatitis')

Sin embargo, también puede tener varios significados diferentes:
- נְיָר /neˈjar/ ('papel') → נַיֶּרֶת /naˈjeret/ ('papeleo')
- כֶּסֶף /ˈkesef/ ('dinero') → כַּסֶּפֶת /kaˈsefet/ ('caja fuerte')

Los sustantivos nuevos también suelen formarse mediante la combinación de dos raíces existentes:
- קוֹל /kol/ ('sonido') + נוֹעַ /ˈno.aʕ/ ('movimiento') → קוֹלְנוֹע /kolˈno.aʕ/ ('cine')
- רֶמֶז /ˈremez/ ('pista') + אוֹר /ʔor/ ('luz') → רַמְזוֹר /ramˈzor/ ('semáforo')
- קְנִיָּה /kniˈja/ (compra') + חַנְיוֹן /ħanˈjon/ ('estacionamiento') → קַנְיוֹן /kanˈjon/ ('centro comercial')

רַמְזוֹר /ramˈzor/ usa convenciones compuestas más estrictamente recientes, ya que la א alef (hoy generalmente silenciosa pero históricamente específicamente una oclusión glótica) se elimina por completo de la ortografía y pronunciación del compuesto.
Algunos sustantivos usan una combinación de métodos de derivación:
- תּוֹעֶלֶת /toˈʕelet/ ('beneficio') → תוֹעַלְתָּנוּת /toʕaltaˈnut/ ('Utilitarismo') (sufijo /-an/ seguido del sufijo /-ut/)
- קֹמֶץ /ˈkomet͡s/ ('puñado') → קַמְצָן /kamˈt͡san/ ('avaro') → קַמְצָנוּת /qamt͡sanˈut/ ('avaricia') (sufijo /-an/ seguido del sufijo /-ut/)

## Adjetivos
En hebreo, un adjetivo (שֵׁם תֹּאַר /ʃem toar/) concuerda en género, número y definición con el sustantivo que modifica. Los adjetivos atributivos siguen a los sustantivos que modifican.
- סֵפֶר קָטָן /ˈsefer kaˈtan/ (un libro pequeño)
- סְפָרִים קְטַנִּים /sfaˈrim ktaˈnim/ (libros pequeños)
- בֻּבָּה קְטַנָּה /buˈba ktaˈna/ (una muñeca pequeña)
- בֻּבּוֹת קְטַנּוֹת /buˈbot ktaˈnot/ (muñecas pequeñas)

Los adjetivos que terminan en -i tienen formas ligeramente diferentes:
- אִישׁ מְקוֹמִי /ʔiʃ mekoˈmi/ (un hombre local)
- אִשָּׁה מְקוֹמִית /ʔiˈʃa mekoˈmit/ (una mujer local)
- אֲנָשִׁים מְקוֹמִיִּים /ʔanaˈʃim mekomiˈjim/ (gente local)
- נָשִׁים מְקוֹמִיּוֹת /naˈʃim mekomiˈjot/ (mujeres locales)

Los sustantivos masculinos que toman la terminación en plural femenino /-ot/ todavía toman adjetivos en plural masculino, por ejemplo, מְקוֹמוֹת יָפִים /mekoˈmot jaˈfim/ (lugares hermosos). Lo contrario se aplica a los sustantivos femeninos en plural que terminan en /-im/, por ejemplo, מִלִּים אֲרֻכּוֹת /miˈlim ʔaruˈkot/ (palabras largas).
Muchos adjetivos, como los sustantivos segolados, cambian su estructura vocal en femenino y plural.

### Uso del artículo definido con adjetivos
En hebreo, un adjetivo atributivo toma el artículo definido si modifica un sustantivo definido (ya sea un nombre propio o un nombre común definido):
- הַמְּכוֹנִית הַחֲדָשָׁה הָאֲדֻמָּה הַמְּהִירָה /ha-mχonit ha-ħadaʃa ha-ʔaduma ha-mhira/ (El coche nuevo, rojo y rápido, literalmente El coche el nuevo el rojo el rápido)
- דָּוִד הַגָּדוֹל /daˈvid ha-ɡaˈdol/ (David el Grande)

### Adjetivos derivados de verbos
Muchos adjetivos en hebreo se derivan del tiempo presente de los verbos. Estos adjetivos se declinan de la misma manera que los verbos de los que se derivan:
- סוֹעֵר /soˈʕer/ ('tormentoso', paʕal) → סוֹעֶרֶת /soˈʕeret/, סוֹעֲרִים /soʕaˈrim/, סוֹעֲרוֹת /soʕaˈrot/
- מְנֻתָּק /menuˈtak/ ('alienado', puʕal) → מְנֻתֶּקֶת /menuˈteket/, מְנֻתָּקִים /menutaˈkim/, מְנֻתָּקוֹת /menutaˈkot/
- מַרְשִׁים /marˈʃim/ ('impresionante', hifʕil) → מַרְשִׁימָה /marʃiˈma/, מַרְשִׁימִים /marʃiˈmim/, מַרְשִׁימוֹת /marʃiˈmot/

## Adverbios
En hebreo, se denomina תֹּאַר הַפֹּעַל /ˈtoʔar ha-ˈpoʕal/.
El hebreo forma adverbios de varias formas diferentes.
Algunos adjetivos tienen los correspondientes adverbios de una palabra. En muchos casos, el adverbio es simplemente la forma singular masculina del adjetivo:
- חָזָק /ħaˈzak/ ('fuerte, fuertemente')
- בָּרוּר /baˈrur/ ('claro, claramente')

En otros casos, el adverbio tiene una forma distinta:
- מַהֵר /maˈher/ maˈher / (rápidamente; del adjetivo מָהִיר /maˈhir/, rápido)
- לְאַט /leʔat/ (lentamente; del adjetivo אִטִּי /iˈti/, lento)
- הֵיטֵב /heˈtev/ (bien; del adjetivo טוֹב /tov/, bueno)

En algunos casos, un adverbio se deriva de un adjetivo que usa su forma femenina singular o (principalmente en el uso poético o arcaico) su forma femenina plural:
- אוֹטוֹמָטִית /otoˈmatit/ ('automáticamente')
- קַלּוֹת /kaˈlot/ ('ligeramente')

La mayoría de los adjetivos, sin embargo, no tienen los correspondientes adverbios de una palabra; más bien, tienen frases de adverbio correspondientes, formadas utilizando uno de los siguientes enfoques:
- usando el prefijo preposicional ב /be-/ ('en') con el sustantivo abstracto correspondiente del adjetivo:
  - בִּזְהִירוּת /bi-zhiˈrut/ («en cuidado»: 'cuidadosamente')
  - בַּעֲדִינוּת /ba-ʕadiˈnut/ («en fineza»: 'finamente')
- usando el mismo prefijo, pero con el sustantivo אֹפֶן /ˈʔofen/ (medios/moda), y modificando el sustantivo con la forma singular masculina del adjetivo:
  - בְּאֹפֶן אִטִּי /beˈʔofen ʔiˈti/ («en forma lenta»: 'lentamente').
- de manera similar, pero con el sustantivo צוּרָה /t͡suˈra/ (como/forma), y usando la forma singular femenina del adjetivo:
  - בְּצוּרָה אָפְיָנִית /be-t͡suˈra ʔofjaˈnit/ («en forma característica»: 'característicamente').

El uso de uno de estos métodos no excluye necesariamente el uso de los demás; por ejemplo, 'lentamente' puede ser לְאַט /leˈʔat/ (un adverbio de una sola palabra), בְּאִטִּיּוּת /be-ʔitiˈjut/ (literalmente «en lentitud», una forma algo más elegante de expresar lo mismo) o בְּאֹפֶן אִטִּי /beˈʔofen ʔiˈti/ («de manera lenta»), como se mencionó anteriormente.
Finalmente, hay varios adverbios que no tienen adjetivos correspondientes en absoluto:
- לָכֵן /laˈχen/ ('por lo tanto')
- כָּכָה /ˈkaχa/ ('así')

## Preposiciones
El hebreo es principalmente un idioma preposicional, con una gran cantidad de preposiciones. Varias de las preposiciones más comunes del hebreo son prefijos en lugar de palabras separadas. Por ejemplo, en una habitación es en hebreo, בְּ חֶדֶר /bə-ˈħeder/. Estos prefijos preceden el prefijo definido ה, que asimila a ellos: la habitación es הַ חֶדֶר /ha-ˈħeder/ en la habitación es בַּ חֶדֶר /ba-ˈħeder/.

### Objetos directos
La preposición אֶת /ʔet/ juega un papel importante en la gramática hebrea. Su uso más común es introducir un objeto directo; por ejemplo, yo veo el libro es אֲנִי רוֹאֶה אֶת הַסֵּפֶר /ʔaˈni roˈʔe ʔet ha-ˈsefer/ (literalmente yo veo /ʔet/ el-libro). Sin embargo, אֶת sólo se utiliza con objetos directos semánticamente definidos, tales como los nombres con el, nombres propios, y los pronombres personales; con objetos directos semánticamente indefinidos, simplemente se omite: אֲנִי רוֹאֶה סֵפֶר ʔani roʔe sefer (yo veo un libro) no lo usa. Esto no tiene traducción directa al español y se describe mejor como una partícula de objeto, es decir, denota que la palabra que precede es el objeto directo del verbo.
Esta preposición tiene varios usos especiales. Por ejemplo, cuando el adjetivo צָרִיךְ /t͡saˈriχ/ (en necesidad [de]) toma un complemento sustantivo definido, usa dicha preposición: הָיִיתִי צָרִיךְ אֶת זֶה /haˈjiti t͡saˈriχ ʔet ze/ (literalmente, Yo-estaba en-necesidad-de /ʔet/ esto, es decir Necesitaba esto). Aquí, como en cualquier otro lugar, el אֶת se elimina con un complemento indefinido. Esto tal vez esté relacionado con la forma verbal en la que se usa el adjetivo.
En hebreo bíblico, posiblemente haya otro uso de /ʔet/. Waltke y O'Connor (págs.177-178) señalan: «[...] (1) [...] signo del acusativo [...] (2) Los gramáticos más recientes lo consideran un marcador de énfasis que se usa con mayor frecuencia con sustantivos definidos en el papel acusativo. Las apariciones aparentes con el nominativo son sumamente problemáticas [...] AM Wilson, a fines del siglo XIX, concluyó de su exhaustivo estudio de todas las apariciones de la partícula debatida que tenía una fuerza intensiva o reflexiva en algunas de sus apariciones. Muchos gramáticos han seguido su ejemplo. (La referencia enumera estudios de 1955, 1964, 1964, 1973, 1965, 1909, 1976) En tal punto de vista, /ʔet/ es una partícula enfática debilitada correspondiente al pronombre inglés 'self' ('[pronombre personal] mismo') [...] Se parece al griego 'autos' y al latín 'ipse', ambos utilizados a veces para enfatizar, y al igual que ellos, puede omitirse del texto, sin oscurecer la gramática. Esta explicación del significado de la partícula armoniza bien con el hecho de que la partícula se usa en hebreo mishná como demostrativo y se encuentra casi exclusivamente con sustantivos determinados».

#### Sufijo pronominal
Existe una forma llamada sufijo pronominal verbal, en la que un objeto directo se puede representar como un sufijo adicional al verbo. Esta forma permite un alto grado de economía de palabras, ya que el verbo único completamente conjugado expresa el verbo, su voz, su sujeto, su objeto y su tiempo.
- שְׁמַרְנוּהוּ /ʃmarˈnuhu/ (Nosotros le protegimos)

En el uso moderno, los sufijos pronominales verbales rara vez se usan, a favor de la expresión de objetos directos como la forma flexionada de la palabra separada ʔet. Se usa más comúnmente en hebreo bíblico y poético (por ejemplo, en oraciones).

### Objetos indirectos
Los objetos indirectos son objetos que requieren una preposición distinta de אֶת. La preposición utilizada depende del verbo, y estos pueden ser muy diferentes a la que se utiliza en inglés. En el caso de objetos indirectos definidos, la preposición reemplazará a את.
- שָׁכַחְתִּי מֵהַבְּחִירוֹת /ʃaˈχaħti me-ha-bħiˈrot/ (Me olvidé de las elecciones)

La gramática hebrea distingue entre varios tipos de objetos indirectos, de acuerdo con lo que especifican. Por lo tanto, hay una división entre objetos para el tiempo תֵּאוּר זְמַן (/teˈʔur zman/), objetos para el lugar תֵּאוּר מָקוֹם (/teʔur maˈkom/), objetos para la razón תֵּאוּר סִבָּה (/teˈʔur siˈba/) y muchos otros.
En hebreo, no hay pronombres preposicionales distintos. Si el objeto de una preposición es un pronombre, la preposición se contrae con el objeto produciendo una preposición flexionada.
- דִּבַּרְנוּ עִם דָּוִד /diˈbarnu ʕim 'david/ (hablamos con David)
- דִּבַּרְנוּ אִתּוֹ /diˈbarnu iˈto/ (hablamos con él)

La preposición עִם /ʕim/ ('con') en el habla cotidiana no se declina, sino que se usa un pronombre diferente y más arcaico אֶת /ʔet/ con el mismo significado, sin relación con el marcador de objeto directo.

### Preposiciones flexionadas
| Forma    | Primera persona | Primera persona | Segunda persona | Segunda persona | Segunda persona | Segunda persona | Tercera persona | Tercera persona | Tercera persona | Tercera persona |
| Forma    | Singular        | Plural          | Singular        | Singular        | Plural          | Plural          | Singular        | Singular        | Plural          | Plural          |
| Forma    | Singular        | Plural          | Masculino       | Femenino        | Masculino       | Femenino        | Masculino       | Femenino        | Masculino       | Femenino        |
| -------- | --------------- | --------------- | --------------- | --------------- | --------------- | --------------- | --------------- | --------------- | --------------- | --------------- |
| Singular | י / -ִי-         | ּנו / -ֵנו-       | ך / -ךָ-         | ך / -ֵך-         | כם / -כֶם-       | כן / -כֶן-       | ו / -וֹ-         | ה / -ָהּ-         | ם / -ָם-         | ן / -ָן-         |
| Singular | -I              | - (e) nu        | -kha            | - (e) kh        | -khem           | -khen           | -o              | -ah             | -am             | -un             |
| Plural   | יי- / -ַי        | ינו- / -ֶינוּ     | יך / -ֶיךָ-       | יך / -ַיִך-       | יכם / -ֵיכֶם-     | יכן / -ֵיכֶן-     | יו / -ָיו-       | יה / -ֶיהָ-       | יהם / -ֵיהֶם-     | יהן / -ֵיהֶן-     |
| Plural   | -sí             | -eynu           | -eykha          | -ayikh          | -eykhem         | -eykhen         | -av             | -eyha           | -eyhem          | -eyhen          |

| Forma base       | Forma base | Tallo de inflexión | Tallo de inflexión | Significado                         | Notas                                                   |
| Hebreo           | Latín      | Hebreo             | Latín              | Significado                         | Notas                                                   |
| ---------------- | ---------- | ------------------ | ------------------ | ----------------------------------- | ------------------------------------------------------- |
| אודות/ אוֹדוֹת     | odot       | -אודותי-/ אוֹדוֹתֵי   | odotey-            | sobre, en el sentido de             |                                                         |
| אחר/ אַחַר         | achar      | -אחרי-/ אַחֲרֵי       | acharey-           | después [de]                        |                                                         |
| אצל/ אֵצֶל         | etzel      | -אצל-/ אֶצְל         | etzl-              | en, cerca [de], con (propiedad de)  |                                                         |
| את/ אֶת           | et         | -אות-/ אוֹת         | ot-                | Marcador de objeto directo definido |                                                         |
| -ב-/ בְּ           | be-        | (irregular)        | (irregular)        | en; por                             | Inflexión irregular                                     |
| באמצעות/ בְּאֶמְצָעוּת | beemtza'ut | -באמצעות-/ בְּאֶמְצָעוּת | beemtza'ut         | usando, por medio de                |                                                         |
| בגלל/ בִּגְלַל       | biglal     | -בגלל-/ בִּגְלָל       | biglal-            | debido a, por                       |                                                         |
| בזחות/ בִּזְכוּת     | bizchut    | -בזחות-/ בִּזְחוּת     | bizchut-           | gracias a, a favor de               |                                                         |
| בין/ בֵּין         | beyn       | (irregular)        | (irregular)        | entre                               | Inflexión irregular                                     |
| בלי/ בְּלִי         | bli        | -בלעדי/ בִּלְעֲדֵי      | bil'adey-          | sin                                 |                                                         |
| במהלך/ בְּמַהֲלַך     | bemahalakh | -במהלכ-/ בְּמַהֲלָכ     | bemahalakh         | durante                             |                                                         |
| במעמד/ בְּמַעֲמַד     | bema'amad  | -במעמד/ בְּמַעֲמָד      | bema'ad-           | en presencia de                     |                                                         |
| במקום/ בִּמְקוֹם     | bimkom     | -במקומ-/ בִּמְקוֹמ     | bimkom-            | en vez de                           |                                                         |
| בעקבי/ בְּעִקְבֵי     | be'ikvey   | (irregular)        | (irregular)        | consecuentemente, como resultado de | Inflexión irregular                                     |
| בעצם/ בְּעֶצֶם       | beetzem    | -בעצמ-/ בְעַצְמ       | be'atzm-           | por [uno mismo]                     |                                                         |
| בפני/ בּפְנֵי       | bifney     | -בפני-/ בִּפְנֵי       | bifney-            | contra, enfrente de                 |                                                         |
| בקרב/ בְּקֵרֶב       | bekerev    | -בקרב-/ בְּקִרְבּ       | bekirb-            | entre (en el medio de dos cosas)    |                                                         |
| בשביל/ בִּשְׁבִיל     | bishvil    | -בשביל-/ בִּשְׁבִיל     | bishvil-           | para, en aras de                    |                                                         |
| בשם/ בְּשֶׁם         | beshem     | (irregular)        | (irregular)        | en beneficio/nombre de              |                                                         |
| בתוך/ בְּתוֹך       | betokh     | -בתוכ-/ בְּתוֹכ       | betokh-            | dentro de, en                       |                                                         |
| זולת/ זוּלַת       | zulat      | -זולת-/ זוּלָת       | zulat-             | además de, aparte de                |                                                         |
| כלפי/ כְּלַפֵּי       | klapey     | -כלפי-/ כְּלַפֵּי       | klapey-            | en relación con, hacia              |                                                         |
| כמו/ כמוֹ         | kmo        | (irregular)        | (irregular)        | como                                | Inflexión irregular                                     |
| כנגד/ כְּנֶגֶד       | keneged    | -כנגד-/ כְּנֶגְדּ       | kenegd-            | contra, en oposición a              |                                                         |
| -ל-/ לְ           | le         | (irregular)        | (irregular)        | a, para; hacia                      | Dos inflexiones irregulares dependiendo del significado |
| לאורך/ לאוֹרֶך     | leorekh    | -לאורכ-/ לְאוֹרְכּ     | leork-             | a lo largo de                       |                                                         |
| לגבי/ לְגַּבֵּי       | legabey    | -לגבי-/ לְגַּבֵּי       | legabey-           | teniendo en cuenta                  |                                                         |
| לדברי/ לְדִבְרֵי     | ledivrey   | -לדברי-/ לְדִבְרֵי     | ledivrey-          | según, de acuerdo con               |                                                         |
| ליד/ לְיַד         | leyad      | -ליד-/ לְיָד         | leyad-             | cerca de, al lado de                |                                                         |
| לידי/ לִידֵי       | lidey      | (irregular)        | (irregular)        | en las manos [de uno]               |                                                         |
| לכבוד/ לִכְבוֹד     | likhvod    | -לכבוד-/ לִכְבוֹד     | likhvod-           | en honor de                         |                                                         |
| לעומת/ לְעֻמַּת      | le'umat    | -לעומת-/ לְעֻמָּת      | le'umat-           | comparado con                       |                                                         |
| לפי/ לְפִי         | lefi       | -לפי-/ לְפִי         | lefi-              | según, de acuerdo con               |                                                         |
| לפני/ לִפְנֵי       | lifney     | -לפני-/ לִפְנֵי       | lifney-            | ante, enfrente de                   |                                                         |
| לקראת/ לִקְרַאת     | likra`t    | -לקראת-/ לִקְרָאת     | likra`t-           | en preparación a, para              |                                                         |
| לרוחב/ לְרוֹחַב     | lerochav   | -לרוחב-/ לְרוֹחְבּ     | lerochb-           | a través de                         |                                                         |
| לתוך/ לְתוֹך       | letokh     | -לתוכ-/ לְתוֹכ       | letokh-            | dentro de                           |                                                         |
| -מ-/ מִ           | mi         | (irregular)        | (irregular)        | desde, de, que (comparativo)        |                                                         |
| מאת/ מֵאֵת         | meet       | -מאית/ מֵאִתּ         | meit-              | de (autoría de, adónde)             |                                                         |
| מול/ מוּל         | mul        | -מול-/ מוּל         | mul-               | contra, opuesto a, enfrente de      |                                                         |
| מעל/ מֵעַל         | me'al      | -מעלי-/ מֵעֲלֵי       | me'aley-           | encima, sobre, por encima de        |                                                         |
| מפני/ מִפְּנֵי       | mipney     | -מפני-/ מִפְּנֵי       | mipney-            | lejos de, de                        |                                                         |
| מתוך/ מִתּוֹך       | mitokh     | -מתוכ-/ מִתּוֹכ       | mitokh-            | fuera de, de                        |                                                         |
| מתחת/ מִתַּחַת       | mitachat   | -מתחתי-/ מִתַּחְתֵּי     | mitachtey-         | debajo, bajo, por debajo de         |                                                         |
| נגד/ נֶגֶד         | neged      | -נגד-/ נֶגְדּ         | negd-              | contra, opuesto a                   |                                                         |
| עבור/ עֲבוּר       | 'avur      | -עבור-/ עֲבוּר       | 'avur-             | para                                |                                                         |
| על/ עַל           | 'al        | -עלי-/ עֲלֵי         | 'aley-             | sobre                               |                                                         |
| על גב/ עַל גַּב     | 'al gav    | -על גב-/ עַל גַּבּ     | 'al gab-           | sobre (lugar)                       |                                                         |
| על גבי/ עַל גַּבֵּי   | 'al gabey  | -על גבי-/ עַל גַּבֵּי   | 'al gabey-         | sobre (lugar)                       |                                                         |
| על יד/ עַל יַד     | 'al yad    | -על יד-/ עַל יָד     | 'al yad-           | cerca de, al lado de                |                                                         |
| על ידי/ עַל יְדֵי   | 'al yedey  | -על ידי-/ עַל יְדֵי   | 'al yedey-         | por, por medio de, via              |                                                         |
| על פי/ עַל פִּי     | 'al pi     | -על פי-/ עַל פִּי     | 'al pi-            | según, de acuerdo con               |                                                         |
| על פני/ עַל פְּנֵי   | 'al pney   | -על פני-/ עַל פְּנֵי   | 'al pney-          | encima, sobre, encima de            |                                                         |
| עם/ עִם           | 'im        | -אית-/ אִתּ          | it-                | con                                 |                                                         |
| עצם/ עֶצֶם         | 'etzem     | -עצמ-/ עַצְמ         | 'atzm-             | marcador de pronombre reflexivo     |                                                         |
| קודם/ קֹדֶם        | kodem      | -קודמ-/ קוֹדְמ       | kodm-              | antes de                            |                                                         |
| של/ שֶׁל           | shel       | (irregular)        | (irregular)        | de, correspondiendo a               | Inflexión irregular                                     |
| תוך/ תּוֹך         | tokh       | -תוכ-/ תוֹכ         | tokh-              | en                                  |                                                         |
| תחת/ תַּחַת         | tachat     | -תחתי-/ תַּחְתֵּי       | tachtey-           | bajo, debajo, abajo                 |                                                         |

| Preposición                             | Primera persona | Primera persona  | Segunda persona | Segunda persona | Segunda persona  | Segunda persona  | Tercera persona | Tercera persona | Tercera persona  | Tercera persona  |
| Preposición                             | Singular        | Plural           | Singular        | Singular        | Plural           | Plural           | Singular        | Singular        | Plural           | Plural           |
| Preposición                             | Singular        | Plural           | Masculino       | Femenino        | Masculino        | Femenino         | Masculino       | Femenino        | Masculino        | Femenino         |
| --------------------------------------- | --------------- | ---------------- | --------------- | --------------- | ---------------- | ---------------- | --------------- | --------------- | ---------------- | ---------------- |
| -ב-/ בְּ be "en; por"                     | בי/ בִּי          | בנו/ בָּנוּ         | בך/ בְּךָ          | בך/ בָּך          | בכם/ בָּכֶם         | בכן/ בָּכֶן         | בו/ בּוֹ          | בה/ בָּהּ          | בהם/ בָּהֶם         | בהן/ בָהֶן         |
| -ב-/ בְּ be "en; por"                     | bi              | banu             | bekha           | bakh            | bakhem           | bakhen           | bo              | bah             | bahem            | bahen            |
| בין/ בֵּין beyn "entre"                   | ביני/ בֵּינִי      | בינינו/ בֵּינֵינוּ   | בינך/ בֵּינְךָ      | בינך/ בֵּינֵך      | בינכם/ בֵּינֵיכֶם    | ביניכן/ בֵּינֵיכֶן   | בינו/ בֵּינוֹ      | בינה/ בֵּינָהּ      | ביניהם/ בֵּינֵיהֶם   | ביניהן/ בֵּינֵיהֶן   |
| בין/ בֵּין beyn "entre"                   | beyni           | beyneynu         | beynkha         | beynekh         | beyneykhem       | beyneykhen       | beyno           | beynah          | beyneyhem        | beyneyhen        |
| בעקבי/ בְּעִקְבֵי be'ikvey "en consecuencia" | בעקביי/ בַּעֲקֵבַי   | בעקבינו/ בַּעֲקֵבֵינוּ | בעקביך/ בַּעֲקֵבֵיךָ  | בעקביך/ בַּעֲקֵבַיִך  | בעקביכם/ בְּעִקְבֵיכֶם | בעקביכן/ בְּעִקְבֵיכֶן | בעקביו/ בַּעֲקֵבָיו  | בעקביה/ בַּעֲקֵבֶיהָ  | בעקביהֶם/ בְּעִקְבֵיהֶם | בעקביהֶן/ בְּעִקְבֵיהֶן |
| בעקבי/ בְּעִקְבֵי be'ikvey "en consecuencia" | ba'akevay       | ba'akeveynu      | ba'akeveykha    | ba'akevayikh    | bikveykhem       | bikveykhen       | ba'akevav       | ba'akeveyha     | bikveyhem        | bikveyhen        |
| בשם/ בְּשֶׁם beshem "en nombre de [uno]"    | בשמי/ בִּשְׁמִי      | בשמנו/ בִּשְׁמֵנוּ     | בשמך/ בְּשִׁמְךָ      | בשמך/ בִּשְׁמֵך      | בשמכם/ בְּשִׁמְכֶם     | בשמכן/ בְּשִׁמְכֶן     | בשמו/ בִּשְׁמוֹ      | בשמה/ בִּשְׁמָהּ      | בשמם/ בִּשְׁמָם       | בשמן/ בִּשְׁמָן       |
| בשם/ בְּשֶׁם beshem "en nombre de [uno]"    | bishmi          | bishmenu         | beshimkha       | bishmekh        | beshimkhem       | beshimkhen       | bishmo          | bishmah         | bishmam          | bishman          |
| כמו/ כְּמוֹ kmo "como"                     | כמוני/ כָּמֹנִי     | כמונו/ כָּמֹנוּ      | כמוך/ כָּמֹךָ       | כמוך/ כָּמֹך       | כמוכם/ כָּמֹכֶם      | כמוכן/ כָּמֹכֶן      | כמוהו/ כָּמֹהוּ     | כמוה/ כָּמֹהָ       | כמוהם/ כָּמֹהֶם      | כמוהן/ כָּמֹהֶן      |
| כמו/ כְּמוֹ kmo "como"                     | kamoni          | kamonu           | kamokha         | kamokh          | kamokhem         | kamokhen         | kamohu          | kamoha          | kamohem          | kamohen          |
| -ל-/ לְ le "a, para"                     | לי/ לִי          | לנו/ לָנוּ         | לך/ לְךָ          | לך/ לָך          | לכם/ לָכֶם         | לכן/ לָכֶן         | לו/ לוֹ          | לה/ לָהּ          | להם/ לָהֶם         | להן/ לָהֶן         |
| -ל-/ לְ le "a, para"                     | li              | lanu             | lekha           | lakh            | lakhem           | lakhen           | lo              | lah             | lahem            | lahen            |
| -ל-/ לְ le "a, hacia"                    | אליי/ אֵלַי       | אלינו/ אֵלֶינוּ     | אליך/ אֵלֶיךָ      | אלייך/ אֵלַיִך     | אליכם/ אֵלֶיכֶם     | אליכן/ אֵלֶיכֶן     | אליו/ אֵלָיו      | אליה/ אֵלֶיהָ      | אליהם/ אֵלֶיהֶם     | אליהן/ אֵלֶיהֶן     |
| -ל-/ לְ le "a, hacia"                    | elay            | eleynu           | eleykha         | elayikh         | eleykhem         | eleykhen         | elav            | eleyha          | eleyhem          | eleyhen          |
| לידי/ לִידֵי lidey "en manos de"          | לידיי/ לְיָדַי     | לידינו/ לְיָדֵינוּ   | לידך/ לְיָדֶיךָ     | לידך/ לְיָדַיִך     | לידיכם/ לִידֵיכֶם   | לידיכן/ לִידֵיכֶן   | לידיו/ לְיָדָיו    | לידיה/ לְיָדֶיהָ    | לידיכם/ לִידֵיהֶם   | לידיכן/ לִידֵיהֶן   |
| לידי/ לִידֵי lidey "en manos de"          | leyaday         | leyadeynu        | leyadeykha      | leyadayikh      | lideykhem        | lideykhen        | leyadav         | leyadeyha       | lideyhem         | lideyhen         |
| -מ-/ מִ mi- "desde, que (comparativo)"   | ממני/ מִמֶּנִי      | מאיתנו/ מֵאּתַּנוּ    | ממך/ מִמֶּךָ        | ממך/ מִמֶּך        | מכם/ מִכֶּם         | מכן/ מִכֶּן         | ממנו/ מִמֶּנוֹ      | ממנה/ מִמֶּנָהּ      | מהם/ מִהֶם         | מהן/ מִהֶן         |
| -מ-/ מִ mi- "desde, que (comparativo)"   | mimeni          | meitanu          | mimekha         | mimekh          | mikem            | miken            | mimeno          | mimenah         | mihem            | mihen            |
| של/ שֶׁל shel "de"                        | שלי/ שֶׁלִּי        | שלנו/ שֶׁלָּנוּ       | שלך/ שֶׁלְּךָ        | שלך/ שֶׁלָּך        | שלכם/ שֶׁלָּכֶם       | שלכן/ שֶׁלָּכֶן       | שלו/ שֶׁלּוֹ        | שלה/ שֶׁלָּהּ        | שלהם/ שֶׁלָּהֶם       | שלהן/ שֶׁלָּהֶן       |
| של/ שֶׁל shel "de"                        | sheli           | shelanu          | shelkha         | shelakh         | shelakhem        | shelakhen        | shelo           | shelah          | shelahem         | shelahen         |